# Suardi (Argentina)

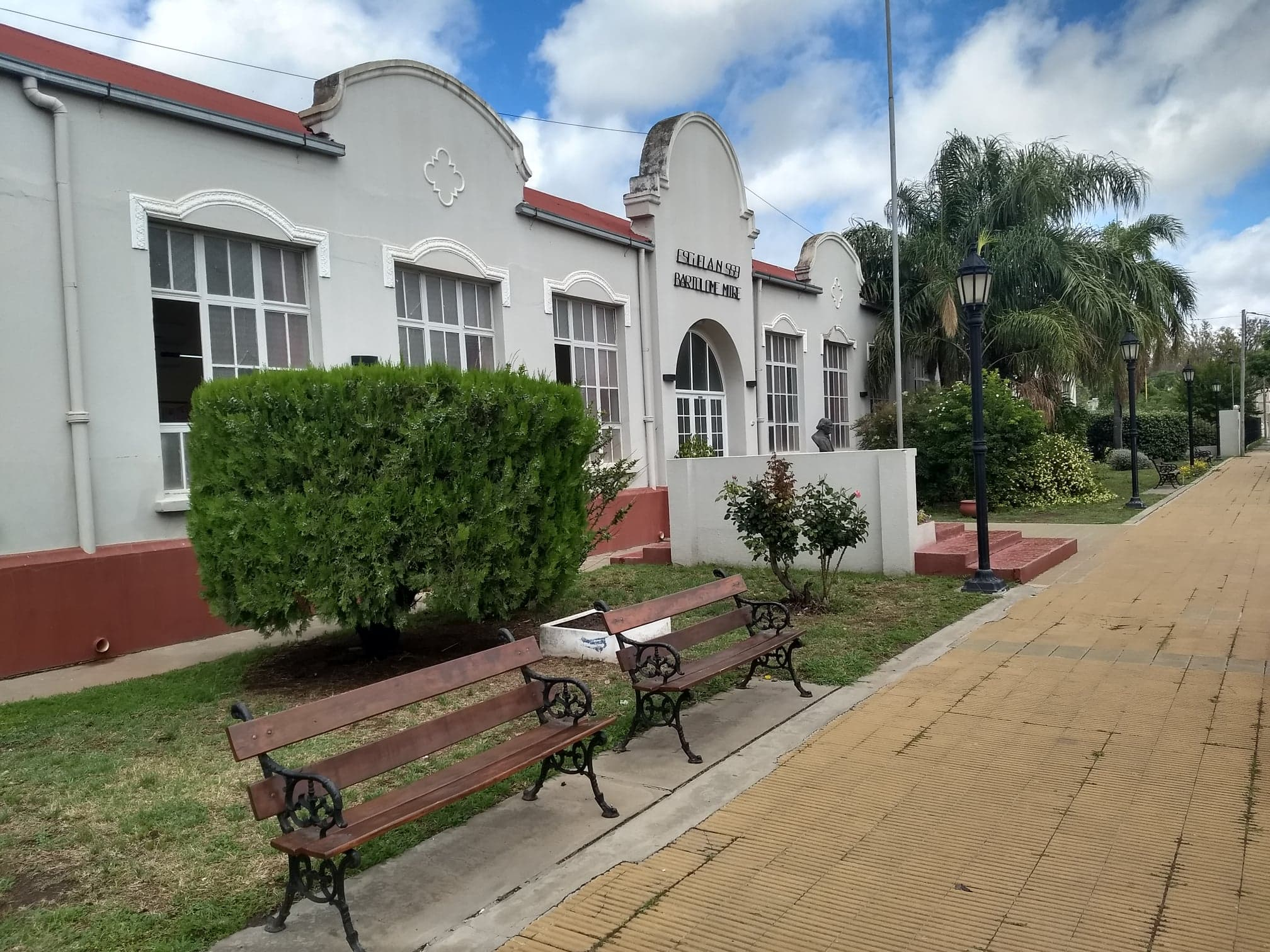
Escuela Primaria

Suardi es una ciudad del departamento San Cristóbal, en la provincia de Santa Fe, Argentina. Se halla ubicada a 225 km al norte de la ciudad capital Santa Fe, y a 100 km de la ciudad cabecera San Cristóbal (Santa Fe). Está comunicada con la RP 23 S, que se extiende desde el límite con Morteros (Córdoba) - Ruta 1-  y empalma con la RN 34 en Arrufó.
Fue declarada ciudad el 25 de octubre de 2015

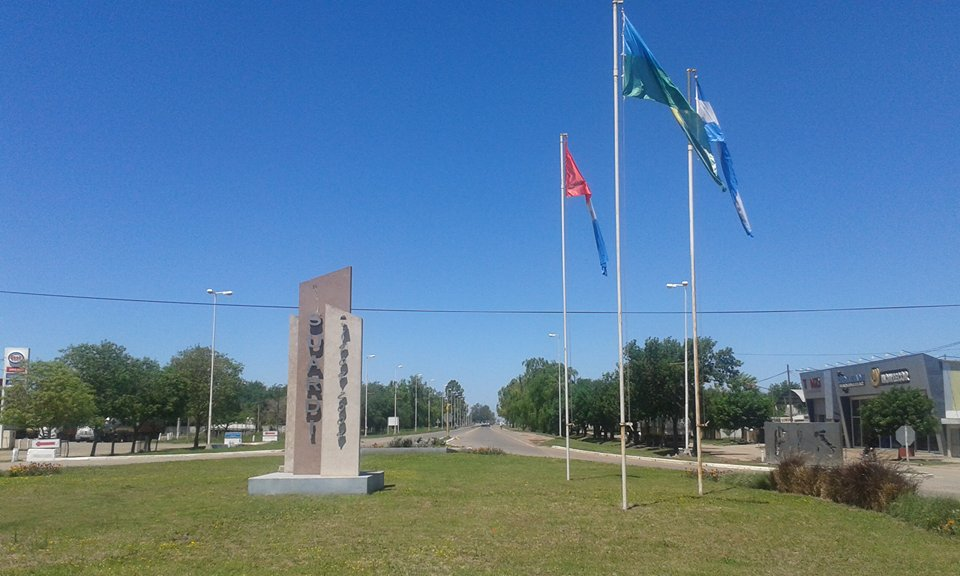
Rotonda de acceso a Suardi

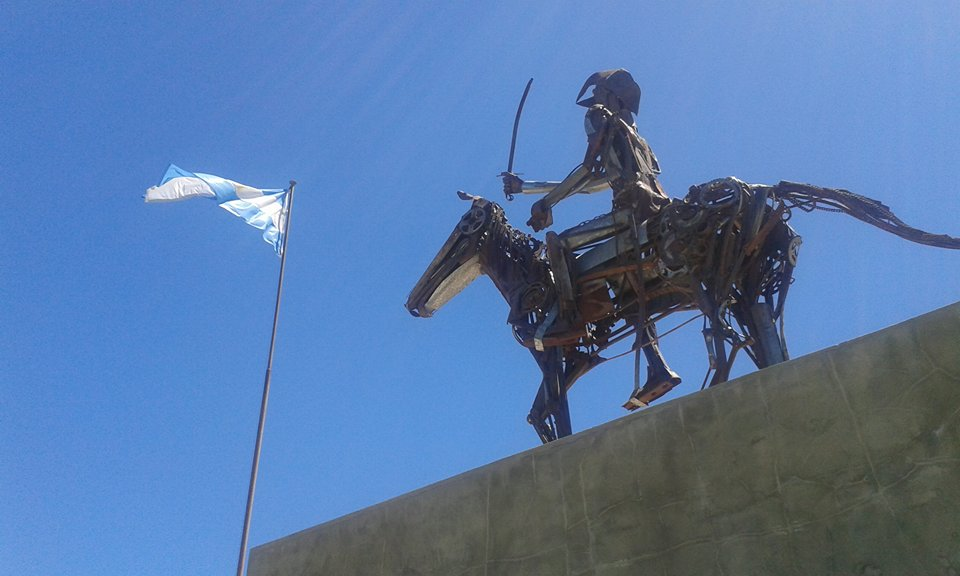
Monumento a San Martín de la plaza que lleva su nombre (Suardi)

Limita al oeste con Monte Oscuridad; al norte con San Guillermo; al sur con la Provincia de Córdoba y Colonia Dos Rosas y La Legua, y al este con Colonia Bossi, Las Palmeras y Monigotes.

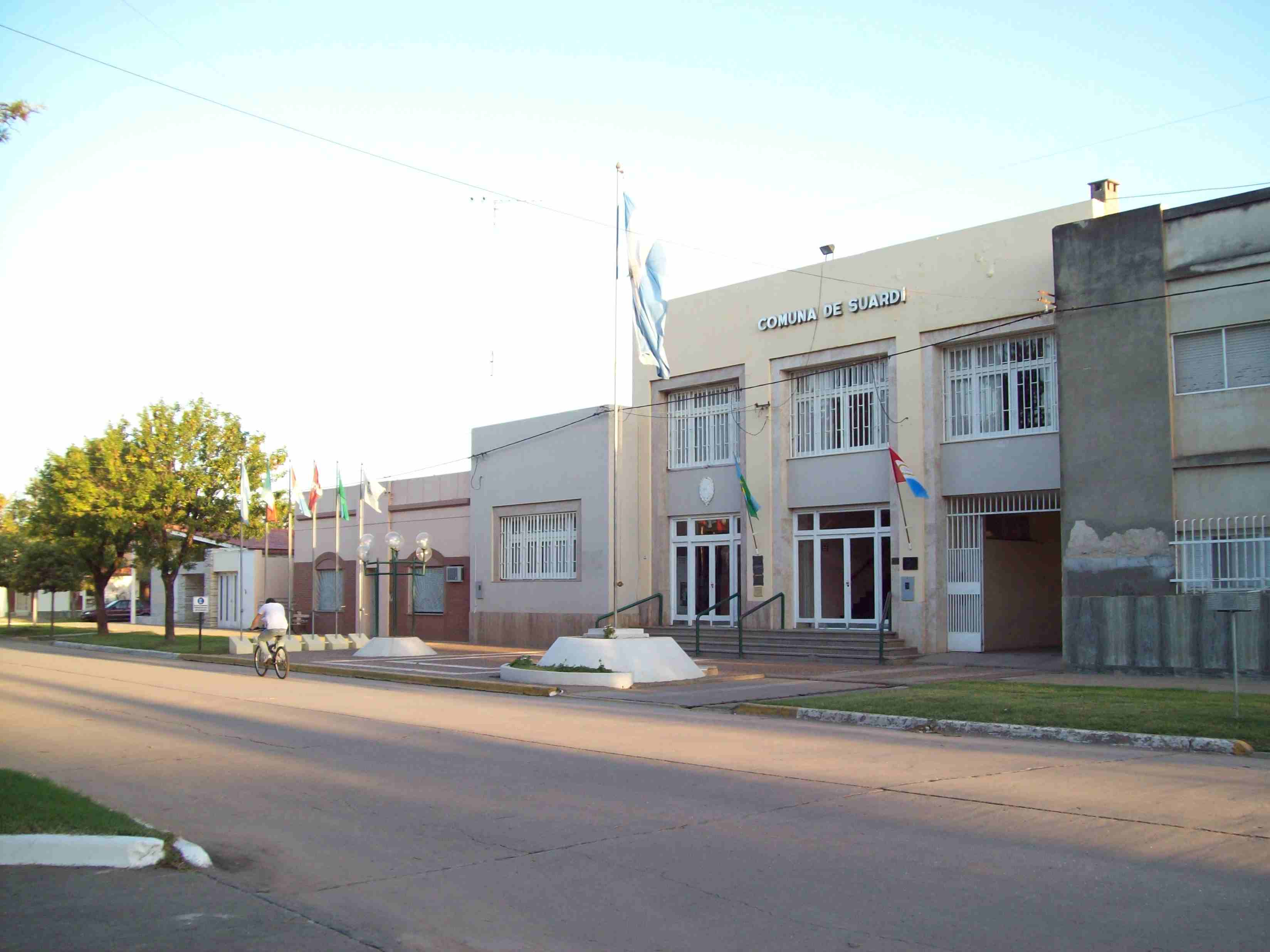
Edificio Comuna de Suardi.

## Localidades y Parajes
- Suardi 6,933 habitantes (Indec, 2010)
- Parajes
  - Campo Marengo
  - Ripamonti

## Historia

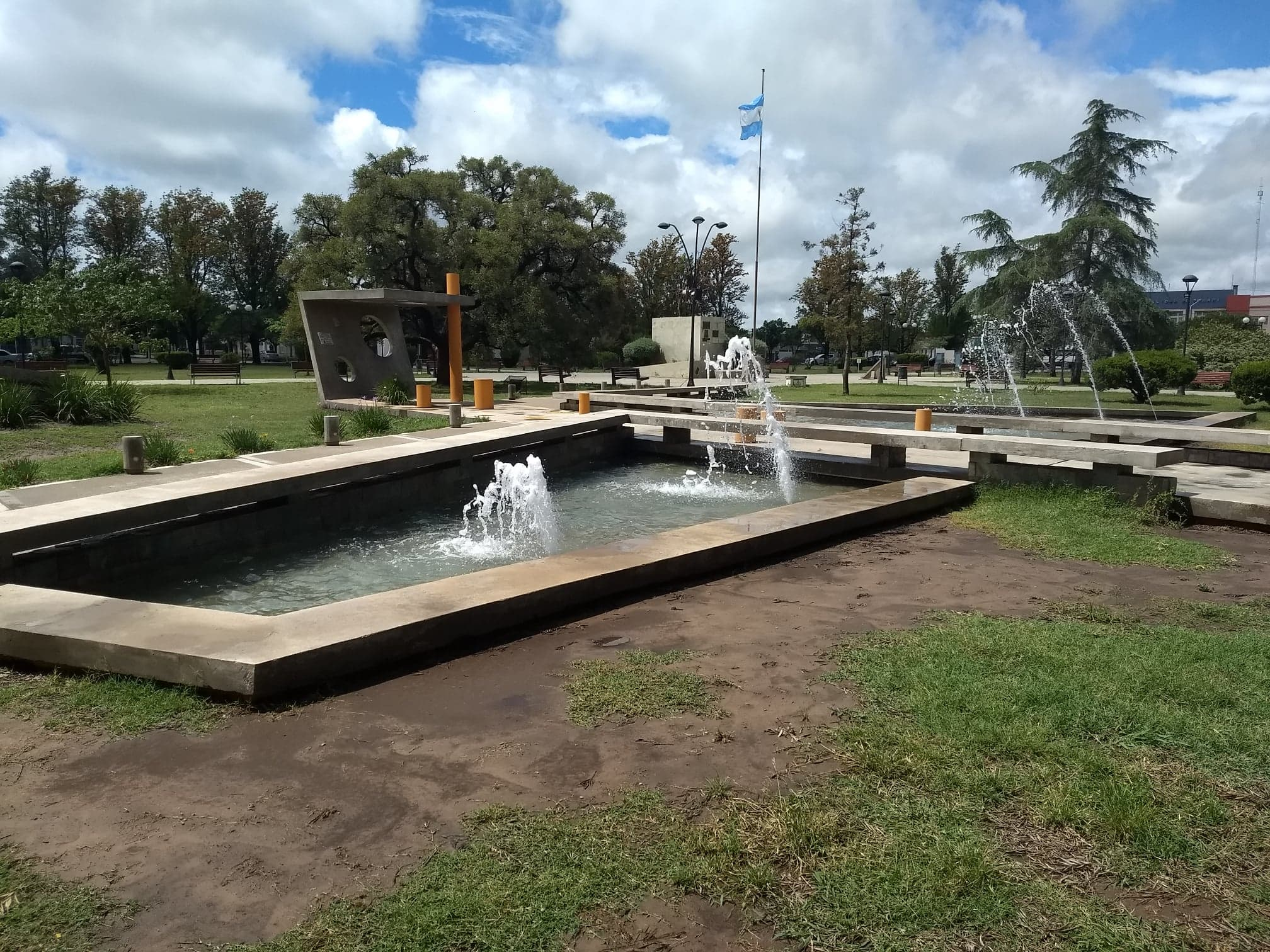
Fuente de la Plaza San Martín

Por ley del 25 de julio de 1881, el Gobierno de Santa Fe faculta a la Municipalidad de Rosario, a celebrar contrato con los Sres. Pedro López y Carlos Arias, para el adoquinamiento de treinta cuadras en la ciudad de Rosario. Una vez concluidos los trabajos y como parte de pago por dicha obra, el Gobierno de Santa Fe entregó a los Sres. López y Arias la cantidad de treinta leguas cuadradas de tierras fiscales. Los terrenos cedidos correspondían al área que hoy ocupan Suardi, Dos Rosas, La Legua y Colonia Bossi. En 1885 los Sres. López y Arias venden la propiedad a Zenón Pereira, Manuel Regunega y Emilio Ortiz. En el mismo año, éstos venden a Mariano Cabal. El 9 de agosto de 1886, Cabal vende a los Sres. Joaquín Dorado, Francisco Méndez Gonzálvez, Antonio Agrelo y Ruggerio Bossi, las treinta leguas cuadradas, siendo apoderado de los adquirentes Juan Bernardo Iturraspe. Estos terrenos posteriormente son subdivididos y vendidos, siendo compradores en su parte norte los Sres. Cayetano Ripamonti, Eduardo Vionnet, Juan Stoessel, Mántaras Hermanos y José Terragni.

### Fundación de Suardi
El 19 de septiembre de 1908, mediante Ley N.º 5.597, el Gobierno Nacional autoriza a la Dirección del Ferrocarril Central Argentino, la construcción de la línea Morteros a La Rubia, para conectar este ramal con la línea principal que llegaba al norte del país. Don Fortunato Suardi, italiano radicado en Morteros, visionario y práctico, viendo las posibilidades de progreso que tomarían los pueblos al influjo del paso del tren, compra en 1909 a Don Pedro Cechi, 175 hectáreas, ubicadas a 20 km al norte de Morteros. Contrata al agrimensor Eduardo Elguera para que fije la traza del pueblo, que luego eleva al Ministerio de Agricultura de la Provincia de Santa Fe, en agosto de 1909, inscripta en el expediente N.º 324/5/0, juntamente con la solicitud de aprobación presentada por Don Fortunato Suardi, ofreciendo los lotes exigidos por la Ley para la exoneración de impuestos, como: cementerio, lazareto, hospital, plaza, templo, comuna, comisaría, juzgado de paz, escuela. 
El Gobernador Pedro Echagüe y su Ministro Dr. Calixto Lassaga firman el decreto de aprobación de la taza el 5 de octubre de 1909. También se firma la escritura de donación N.º 69, Folio 421, Protocolo de Gobierno año 1909. 
Por algún tiempo el pueblo se denominó Estación Bruix, que era el apellido del dueño de la empresa que construyó las vías férreas. Según descendientes de Don Juan Costamagna, muy amigo de Suardi, éste tuvo que hacer varias gestiones, incluso Costamagna viajó con el fundador a Santa Fe, a pagar una suma de dinero para que le cambiaran el nombre y pasara a llamarse Estación Suardi. 
En poco tiempo Fortunato Suardi vendió un número considerable de lotes. Así pueden leerse en el plano, los siguientes nombres: Santi, Baraldo, Pieri, Pecis, Dente, Baima, Borgonovo, Bertello. La primera casa se construyó en la actual esquina calles Roque Sáenz Peña y Bartolomé Mitre, (panadería Sobrero). También se construyó en el lado oeste de las vías férreas. 
Aunados el gesto de Fortunato Suardi con el afincamiento de las primeras familias pobladoras, nació y se desarrolló con el esfuerzo comunitario, este pueblo que creció junto a la estación del ferrocarril. 
Así se instalaron los primeros comercios de Ramos Generales, despacho de bebidas, fondas, herrerías, talabarterías, panaderos, ladrilleros. 
No existe mucha documentación referente al desenvolvimiento del pueblo y la colonia en los primeros años, pero conocemos, por las publicaciones que nos precedieron, que el primer comercio fue instalado por el señor Alfredo Sabena. La Casa Locatelli se funda en 1911. José Bargellini se instala en Suardi adquiriendo el negocio de Sabena. También Juan Senn traslada su negocio en Ripamonti. Otro comerciante fue Luis Basaldela. Adolfo Tonini abrió una fonda. La primera panadería correspondió a Juan Aimino. Gaudencio Pelussi talabartero. Carlos Rossini como primer herrero y Juan Torti el primer albañil.

### Colonias Ripamonti y Terragni
Cayetano Ripamonti y José Terragni solicitan al Gobierno de Santa Fe, la aprobación de las trazas de las Colonias Ripamonti, del pueblo del mismo nombre y Terragni, siéndoles concedidas mediante decreto el 17 de julio de 1893. Sin embargo poco después fue anulada la traza del pueblo, y al solicitarla nuevamente, la misma es aprobada el 4 de marzo de 1896. la traza citada estaba comprendida dentro de la Ley respectiva, es decir con la consiguiente donación de tierras para hospital, lazareto, cementerio y plaza. Tuvo también más tarde, Juzgado de Paz, Autoridades Comunales y se creó la Escuela Nacional N.º 128, comercio de ramos generales, estuvo ubicada a 23 kilómetros al norte de Morteros.

### Primeros pobladores y colonos
Algunos de los primeros pobladores fueron; Juan Costamagna; Sabena; Alemandri; Rodolfo Capellini, Gaudencio Mainardi, Esteban Nari, Bartolo Armando, Tonini, Rosini, Pelussi, Aimino Simón Pellegrini, Blanco, Ferrero, José Dutto, Fontanessi, Re Hermanos, Antonio Barolo e hijos, Jesús González, Antonio Bramario, Bautista Cástellaro, Marsilio Bonaldi, Juan Tortt Sotto, Mandrile. juez de paz: Juan Senn. Comisaría: atendida por Ildefonso Coria viajando desde San Guillermo. Negocio de Ramos Generales: Juan Senn.

### Don Fortunato Suardi
Don Fortunato Suardi nació en Ponte Pietro, Provincia de Bérgamo, Italia el 3 de febrero de 1868. Fueron sus padres Pedro Suardi y Paolina Orizio; sus hermanos Carlo, Catalina, Elizabetta, Ida, Pedro y Clotilde, todos nacidos, como Fortunato, en Ponte San Pietro.

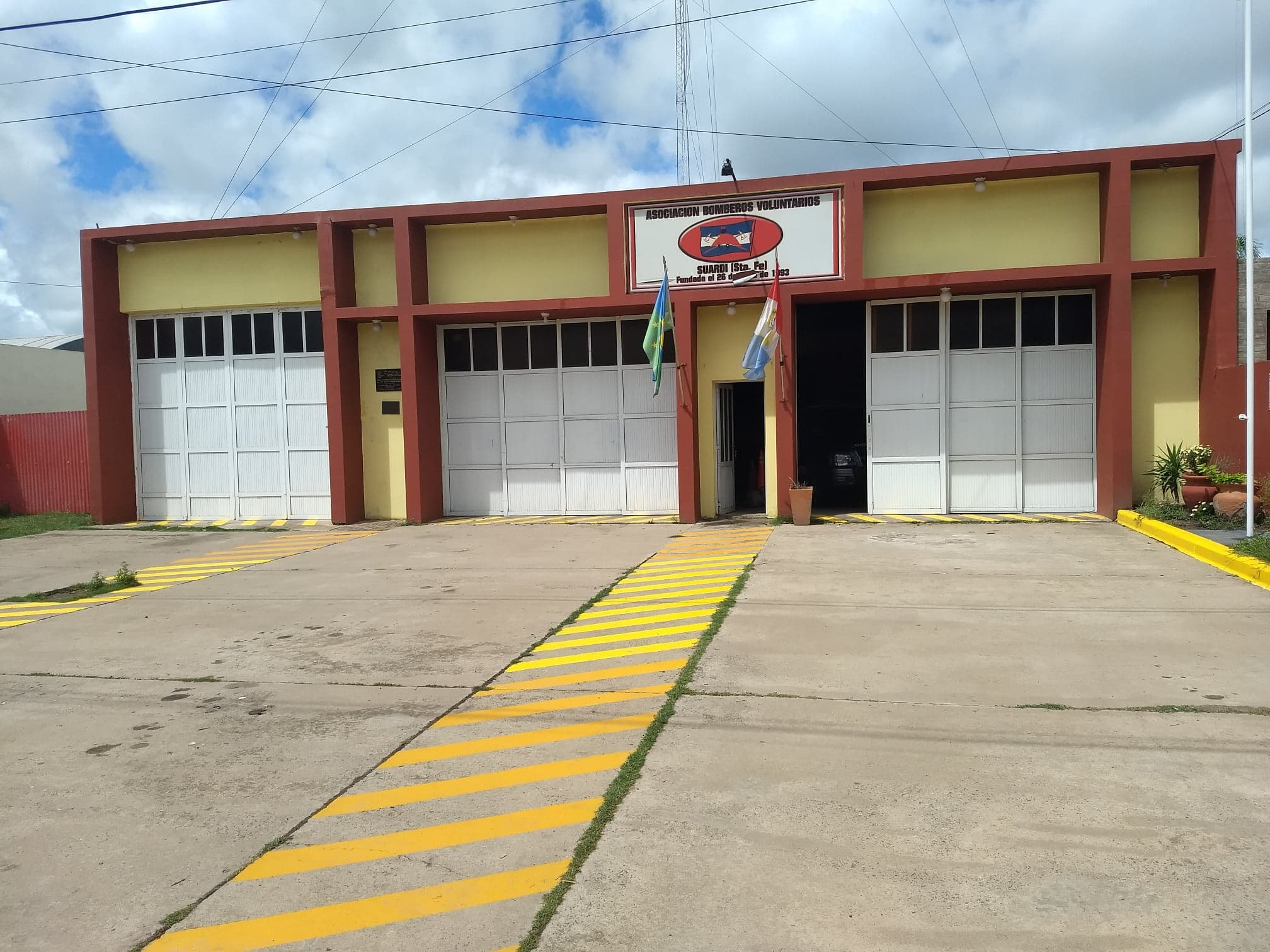
Cuartel de Bomberos Voluntarios de la localidad de Suardi

Pertenecía a una familia rica y distinguida, y realizó sus estudios primarios y parte del secundario en un Colegio Privado, dirigido por religiosos, del que escapó a los 18 años, harto del colegio y de su disciplina sumamente rigurosa. Corría entonces el año 1886.
A partir de allí salió a recorrer diversos países de Europa: España, Francia, Holanda, Suiza, Inglaterra, llegando incluso a radicarse, por algún tiempo en New York.
Desde el país del norte viene a la Argentina y hacia 1898 llega a Morteros. Allí se desempeña como empleado, pero como no era su voluntad depender de los demás, abandona su trabajo y se establece por cuenta propia con un comercio de ramos generales en la vecina localidad de San Pedro.
En ese lugar además conoce a Catalina Mangini, hija de don Pedro Mangini, uno de los fundadores de la Colonia y contrae enlace con ella el 9 de septiembre de 1902. De ese matrimonio nacen tres hijos: Pedro, Juan Carlos y Paulina.
En 1905 fue elegido Intendente de Morteros, siendo además Concejal en varias oportunidades como titular o suplente.
En 1908 el Gobierno Nacional decide extender las vías férreas desde Morteros a La Rubia y la empresa constructora que arrancó desde Estación Morteros y hubo contado 20 km , distancia máxima establecida por la ley de entre estaciones, clavó hito donde se encuentra en la actualidad. Fortunato Suardi, visionario y práctico, percibe que los pueblos instalados frente a las estaciones del ferrocarril crecerían rápidamente y actúa de inmediato. Compra a Pedro Cechi 175 ha de terreno y luego contrata al agrimensor Eduardo Helguera para que fije la traza del pueblo. Elevada la misma al Gobierno, sección Tierras y Geodesia, es aprobada el 5 de octubre de 1909, fecha en que por decreto pasó a ser Estación Suardi.
En 1910, en una reunión de vecinos, les pide que eleven una nota al Obispo de Santa Fe, Monseñor Boneo, solicitando autorización para construir la iglesia, mientras él viaja a Italia y vuelve con la imagen de Santa Catalina de la Siena. El obispo autoriza la construcción de la iglesia que por pedido de Suardi es puesta bajo la advocación de Santa Catalina de la Siena y además Patrona de Suardi, en honor a su esposa Catalina Mangini. La Construcción comenzó en 1910 y concluye en 1914 y la imagen de Santa Catalina es la misma que se encuentra hoy en el Altar Mayor del Templo de San Cayetano.
Suardi nunca vivió en el pueblo que fundó, y en 1912 es elegido por segunda vez Intendente de Morteros y durante su gestión instala en la vecina localidad los primeros 25 teléfonos, todo un acontecimiento para la región.
Por razones de salud, en 1918 regresa a Bérgamo, donde fallece el 11 de abril de 1922 a la edad de 54 años.
Su familia, pasado un tiempo, retorna a la Argentina radicándose en Rosario, falleciendo allí su esposa e hijos y en el año 1982 muere su nieto Juan Carlos, ingeniero de destacada actuación profesional, que estuvo en Suardi al inaugurarse un Busto a Don Fortunato, con motivo del 70 aniversario de la fundación del pueblo.
En Rosario viven descendientes y en Morteros, de parte de su esposa Catalina.

## Festividades

### Santa Patrona
- Santa Catalina de Siena. Si bien la festividad de esta patrona es 29 de abril, en Suardi se adoptó su celebración el 30 de abril, el cual es feriado. Es la patrona de Suardi por pedido del fundador don Fortunato Suardi, en honor a su esposa que se llamaba Catalina Manggini.

### Fiesta Provincial del Sorgo y de las Industrias Lácteas
Fecha móvil.

### Encuentro Nacional De Murgas
Declarada Fiesta de interés Provincial. Se realiza de manera anual y es el encuentro de murgas más grande del país, donde asisten murgueros de todas las provincias e incluso de países limítrofes. Dicho encuentro se realizaba el fin de semana largo de octubre de cada año, pero a partir del año 2017 se realizará los fines de semana de noviembre para no coincidir con el Encuentro Nacional de Mujeres.
El encuentro se extiende durante varios días en los que cada murga tiene oportunidad de hacer su presentación, se realiza una marcha general desde el camping a la plaza principal, se presentan bandas relacionadas con el ambiente murguero y finaliza con la tradicional quema del Momo.
Es un encuentro muy familiar que preserva los valores y fomenta la cultura murguera, espacio ideal para compartir, conocer y disfrutar de esta hermosa cultura.

## Economía
Basada en la producción del campo. La lechería se concentra en Cooperativas de SanCor y se encuentra en su Parque Industrial la empresa láctea Verónica S.A.
Hay establecimientos de producción de carne; e importante producción de granos: soja, maíz, sorgo, trigo y en menor escala girasol.

### Evolución económica
La actividad económica de principio de siglo, salvo en las estancias, era exclusivamente agrícola con grandes siembras de trigo, lino y maíz. Esto generó la instalación de muchos talleres de maquinarias agrícolas, almacenes de ramos generales, que a su vez permitieron mucha demanda de mano de obra tanto en el campo como en la población urbana.
Hacia mediados de la década del treinta el panorama cambió bastante, ya que debido a los precios de los cereales en el mercado internacional, la escasez cada vez más notoria de las lluvias, el evidente desgaste del suelo; como consecuencia del monocultivo, unidos a la incipiente lechería que prometía mayor rentabilidad, llevó al productor a optar por la actividad mixta; es decir cosecha y tambos.
Esta situación continúa hasta los años sesenta en que se produce el auge de un nuevo cultivo, el sorgo. Las labores agrícolas se tornaron más eficientes debido a la aparición de modernos tractores diésel y cosechadoras automotrices que hacían una labor más eficiente.
Por espacio de más de veinte años no tuvo casi variantes; pero en los primeros años de la década de los ochenta, nuevamente surge la lechería como actividad principal instalada con mayor tecnología. También crece y se moderniza el pueblo con la aparición de los autoservicios e importantes comercios de ferretería.
La producción lechera es entregada a tres grandes empresas lácteas, dos de las cuales instalan en la localidad, sus plantas elaboradoras de productos. Hoy la lechería con tecnología de punta, sigue siendo el factor económico principal continuándole la producción cárnica y luego en menor escala el cultivo de soja. La producción lechera diaria alcanza a los 200.000 litros. Actualmente la soja ganó su espacio y transformándose en uno de los principales cultivos, como en toda la región, y un feed lot de considerable magnitud abre una nueva posibilidad a las explotaciones.
Finalmente se debe destacar que en los últimos años ha tomado gran importancia la apicultura y más recientemente la cunicultura que tiene en Suardi un establecimiento modelo con más de 1.500 vientres.

## Lugares de interés

### Templo San Cayetano

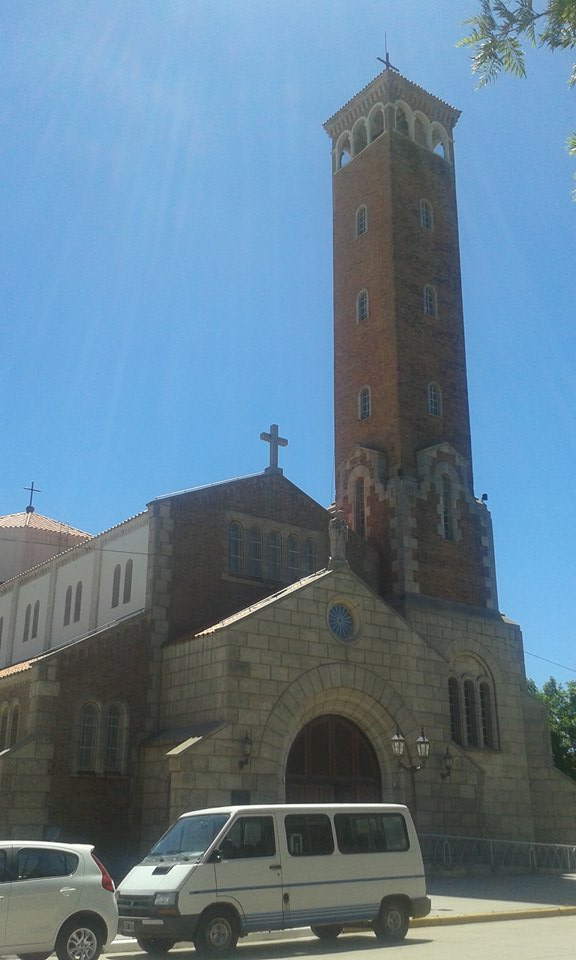
Iglesia Santa Catalina de Siena de Suardi

Sobre la Plaza San Martín, de estilo románico-bizantino, donado por Luis Ripamonti en homenaje a su padre don Cayetano Ripamonti, simbolizando el poder espiritual de la comunidad suardense. Esta obra se inició el 13 de junio de 1936 bajo el proyecto y dirección del ingeniero Alulla Baldasarini, el cual se basó en los planos de la iglesia de Mangnet, Italia, que habían sido adquiridos por don Luis Ripamonti. La ejecución demandó varios años, siendo inaugurado el 24 de marzo de 1957. El proyecto y dirección del Ing. Alulla Baldasarini (planos de la Iglesia de Mangnet, Italia). El campanario de 46 m de altura, tiene tres campanas de bronce de Alemania. Con tres naves, sostenidas por columnas cilíndricas de base cuadrada. El artista Fernando Cantalamessa pintó cuatro fondos representando a los evangelistas. Luego el pintor y escultor Raimondo Cateruccia pintó frescos, de la vida de San Cayetano. El altar mayor y los laterales fueron tallados por Cateruccia y laminados en oro. Vitrales crean una sensación de irrealidad al ser atravesados por los rayos del sol. Hay con una cripta subterránea dedicada a Ntra. Señora de Lourdes.

### Museo Histórico

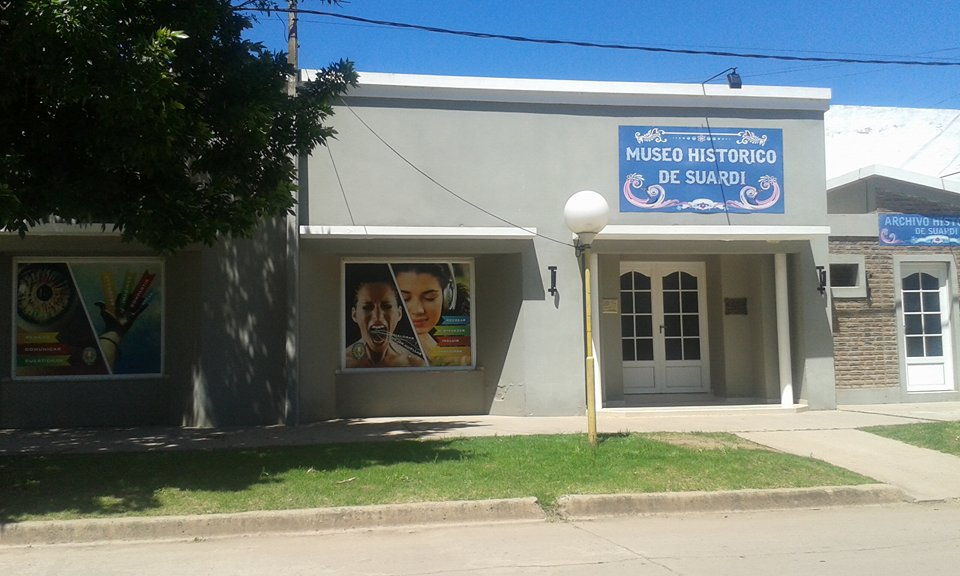
Museo histórico de Suardi

Este centro se encuentra ubicado en la calle Belgrano n°325. Este cumple con la tarea de archivar datos históricos y confeccionar el libro de historia de Suardi y de colonias vecinas.

### Biblioteca Domingo F. Sarmiento
La biblioteca popular Domingo F. Sarmiento fundada en 1933. Se encuentra ubicada en la calle 25 de mayo y  Mariano Moreno. La misma cuenta con material de lectura y estudio para satisfacer las necesidades de alumnos escolares y socios. Posee además una sala de computación y diversos talleres de lectura, teatro, técnicas de estudio, etc.
Sala Estada
La Sala Estrada se encuentra ubicada en la calle Cayetano Ripamonti n°344, frente a la plaza San Martín y a la izquierada del Templo San Cayetano. En esta sala, se llevan a cabo obras de teatro, tallleres de teatro, talleres de acrotela, entre otras. También se proyectan películas y se re realizan actos y eventos de distintas instituciones. Tiene capacidad para 300. Cada año, la Sala Estrada es sede de alguna de las actividades del Festival de Teatro de Rafaela, aunque la sede principal del festival se encuentra en la ciudad de Rafaela, Santa Fe, Argentina.

## Parroquias de la Iglesia católica en Suardi
| Diócesis  | Rafaela                 |
| --------- | ----------------------- |
| Parroquia | Santa Catalina de Siena |